# Dancé, Loire
Dancé är en kommun i departementet Loire i regionen Auvergne-Rhône-Alpes i centrala Frankrike. Kommunen ligger i kantonen Saint-Germain-Laval som tillhör arrondissementet Roanne. År 2018 hade Dancé 172 invånare.

## Befolkningsutveckling
Antalet invånare i kommunen Dancé
| Referens: INSEE |